# 베트남 독립선언

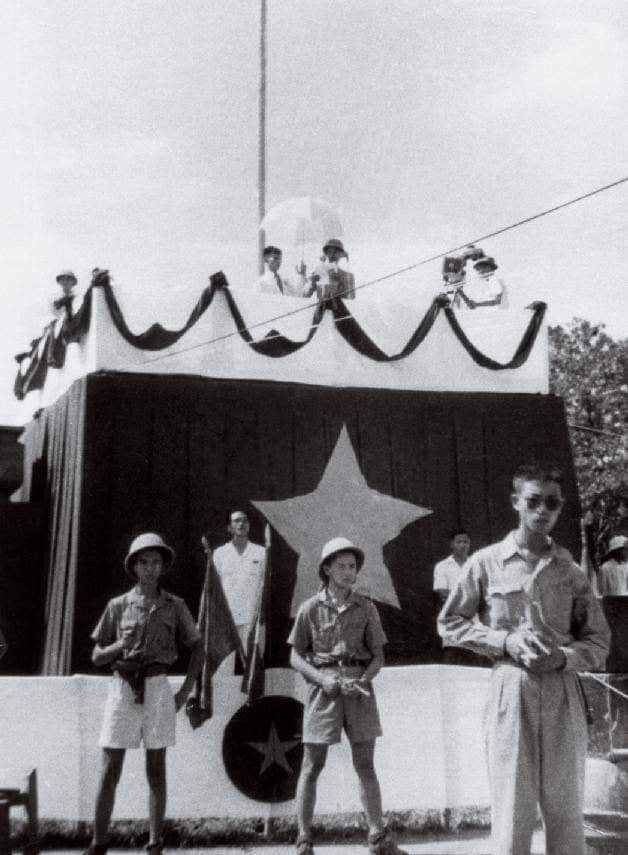
바딘 광장 1945년 9월 2일

베트남 독립선언(베트남어: Tuyên ngôn độc lập Việt Nam Dân chủ Cộng hòa / 宣言獨立越南民主共和)은 1945년 9월 2일에 베트남민주공화국 초대 국가 주석 호찌민에 의해 만들어진 독립선언이다.
바딘 화원 (현재의 바딘 광장)에서 대중 연설을 통해 선포되었다.

## 개요
베트남은 19세기에 프랑스에 의해 침략당했고, 프랑스령 인도차이나로 식민지가 되었다. 태평양 전쟁이 일어나자 일본 제국은 프랑스로부터 지배권을 탈취하여 베트남을 지배하기 시작했고, 도쿄 대공습 다음날인 1945년 3월 11일에 베트남 제국을 세웠다.
그 무렵, 호찌민은 독립 운동을 위해 비엣민을 만들고 8월 26일, 하노이에서 베트남 공산당 회의를 열고 독립 선언의 초안을 만들었다. 그리고 일본 제국 정부가 포츠담 선언으로 항복 문서에 조인한 9월 2일에 공식적으로 베트남민주공화국의 독립 선언을 발표했다.

## 베트남 독립선언문
| “ | 모든 인간은 평등하게 만들어져 있다. 인류는 창조주에 의해 빼앗을 수 없는 권리를 부여받았다. 그것은 생명, 자유, 그리고 행복의 추구이다. 이 불멸의 선언은 1776년의 미국독립선언에 포함되었다. 더 넓은 의미로 말하면, 이것은 다음과 같은 의미이다. 지상의 모든 인류는 태어날 때부터 평등하며, 모든 사람들은 살 권리, 행복해질 권리, 그리고 자유를 누릴 권리를 가지고 있다. 1791년 발발한 프랑스 대혁명에서 인간과 시민의 권리 선언도 마찬가지로 선언하고 있다. 모든 인간은 자유롭고, 동등한 권리를 가지고 태어난다. 그들은 부정할 수 없는 사실이다. 그럼에도 불구하고 80년 이상에 걸쳐 프랑스의 제국주의자들은 자유, 평등, 박애의 정신을 짓밟고 우리의 조국을 침해하고, 우리 시민을 압박해 왔다. 그들은 인간애와 정의의 이상과 상반되는 행동을 해왔다. 정치 세계에서 그들은 우리 민족으로부터 민주주의적 자유를 박탈해 왔다. 그들은 비인간적인 법률을 강요했다. 그들은 우리의 국가적 통합을 파괴하고, 통합을 방해하기 위해 베트남 북부, 중부, 남부에 각각 세 개의 서로 다른 정치 체제를 만들었다. 그들은 학교보다 많은 감옥을 건설했다. 그들은 무자비하게 우리 애국자를 살해하고, 피의 강에 우리의 봉기를 진압했다. 그들은 공적인 의견을 속박했다. 그들은 우리 민족에게 반계몽주의를 실행했다. 우리를 인종적으로 약화시켰기 때문에 그들은 아편과 알코올 사용을 강요했다. 경제학 분야에서 말하면, 그들은 우리의 기개를 까부셨다. 우리 민족을 가난하게 하고, 우리의 땅을 파괴했다. 그들은 우리의 논을, 우리의 탄광을, 우리의 숲을, 우리의 천연자원을 훔쳤다. 그들은 지폐의 인쇄 및 수출 거래를 독점했다. 그들은 다수의 부당한 세금을 만들어 우리 민족, 특히 우리의 농민을 극단적인 빈곤의 나락에 빠뜨렸다. 그들은 우리의 국가 부르주아지의 성공을 방해했다. 그들은 우리의 노동자를 무자비하게 착취했다. 1940년 가을, 일본 파시스트들이 연합국과의 전쟁에서 새로운 기지를 구축하기 위해 인도차이나 지역을 휩쓸 때, 프랑스의 제국주의자들은 그들에게 무릎을 굽히고, 무릎을 꿇고 우리 나라를 그들에게 주었다. 이처럼 그날부터 우리의 가족은 프랑스인과 일본인의 이중의 멍에에 매달았다. 그들의 고통과 불행을 가중시켰다. 결과는 지난해 말부터 올해 초까지 꽝찌성에서 베트남 북부에 이르기까지 우리의 동료 시민 중 200만 명이 굶어 죽었다. 3월 9일에 프랑스 군대는 일본인에 의해 무장 해제되었다. 프랑스 식민지주의자들은 도망을 치거나 항복했다. 뿐만 아니라 그들은 5년 동안, 만약 그들이 일본에게 우리나라를 두 번 팔지 않으면 우리를 ‘보호’할 수가 없었다. 3월 9일 이전에 비엣민은 여러 차례 일본인을 상대로 프랑스가 비엣민과 동맹하도록 호소했다. 이 제안에 동의하는 대신 프랑스 식민지주의자들은 도망치기 전에 그들이 투옥한 많은 우리의 정치범을 학살한 것처럼, 비엣민 구성원에 대해 옌바이성과 까오방에서 그들은 테러 활동을 강화했다. 이런 것에도 불구하고, 우리의 동료 시민은 항상 프랑스인에게 관대하였고, 인간의 도리에 맞는 태도를 항상 밝혀왔다. 1945년 3월 일본의 반란 이후조차도 비엣민은 많은 프랑스인들이 국경을 가로지르는 것을 지원하고, 그들을 몇몇 일본 감옥에서 구해 프랑스의 생명과 재산을 보호했다. 1940년 가을부터 우리나라는 실제로 프랑스 식민지인을 그만두고 일본의 소유가 되었다. 일본인이 연합국에 항복한 뒤, 우리 모두의 동료는 우리의 국가 주권을 회복하고 베트남민주공화국을 일으키기 위해 봉기했다. 진실은, 우리는 프랑스가 아닌 일본에서 우리의 독립을 빼앗았다. 프랑스인은 도망가고, 일본인은 항복했으며, 바오다이 황제는 퇴위했다. 우리의 동료를 약 한 세기 동안 묶어왔던 사슬을 깨뜨리고 조국의 독립을 쟁취했다. 우리의 동료는 동시에 수세기 동안 최상위에 군림한 군주 체제도 넘어뜨렸다. 그 자리에 현재의 민주공화국이 건국되었다. 이러한 이유로, 우리 임시 정부의 구성원은 모두 베트남 사람들을 대표하여 앞으로 우리가 프랑스의 식민지 지배의 모든 관계를 끊을 것이라고 단언한다. 우리는 프랑스가 지금까지 베트남을 대신해 동의한 모든 국제적 의무를 무효로 한다. 그리고 우리는 프랑스인이 우리의 조국에서 부당하게 얻은 모든 특권을 폐지한다. 모든 베트남 사람들은 일반적인 목적에 의하여 활기를 띠고, 끝까지 나라를 다시 탈취하려는 프랑스 식민지주의자들에 의한 어떠한 시도와도 싸울 결심을 굳히고 있다. 우리는 연합국이 테헤란과 샌프란시스코에서 인정한 자결의 원칙과 국가의 평등이 베트남 독립의 승인을 거부하지 않는 것을 확신하고 있다. 용감하게도 80년에 걸쳐 프랑스의 지배에 반대한 사람들은 파시스트를 상대로 연합군과 함께 이 마지막년 동안 싸운 사람들은 자유롭고, 독립적인 것임에 틀림없다! 이러한 이유로, 우리 베트남민주공화국 임시 정부의 구성원은 세계에 대해 엄숙하게 선언한다. 베트남은 자유독립국의 권리를 가지고 있다. 그리고 실제로 이미 그러하다. 모든 베트남 사람들은 모두 자신의 육체와 정신적인 힘을 동원할 결심을 하고 그들의 독립과 자유를 보호하기 위해 자신의 생명과 재산을 희생할 각오를 다지고 있다. | ” |